# Johnny Jenkins
Pour les articles homonymes, voir Jenkins.
Johnny Edward Jenkins est un guitariste américain de blues né le 5 mars 1939 et décédé le 26 juin 2006.
Johnny Jenkins était un guitariste gaucher très renommé. Il a permis le lancement de la carrière d'Otis Redding, et a beaucoup influencé Jimi Hendrix.
En 1970, il a enregistré un disque estimé, Ton-ton Macoute !, avec l'aide notamment du guitariste Duane Allman. Cet album de reprises est néanmoins très homogène et distille une musique entre blues et funk. Son manager était Phil Walden.